# 徐明非
徐明非（1967年11月—），男，汉族，黑龙江哈尔滨人，中华人民共和国政治人物。现任陕西省人民政府副省长，陕西省体育局局长，民革陕西省委主委。